# أكويتشال
بلدية الزَّنْبُوج أو (نقحرة: أكويتشال) (بالإسبانية: Aceuchal)‏، هي إحدى بلديات مقاطعة بطليوس، التي تقع في منطقة إكستريمادورا، والتي تقع في غرب إسبانيا.
يبلغ عدد سكانها 5.344 نسمة وفقاً لإحصائية سنة (2002).